# Émile Rey

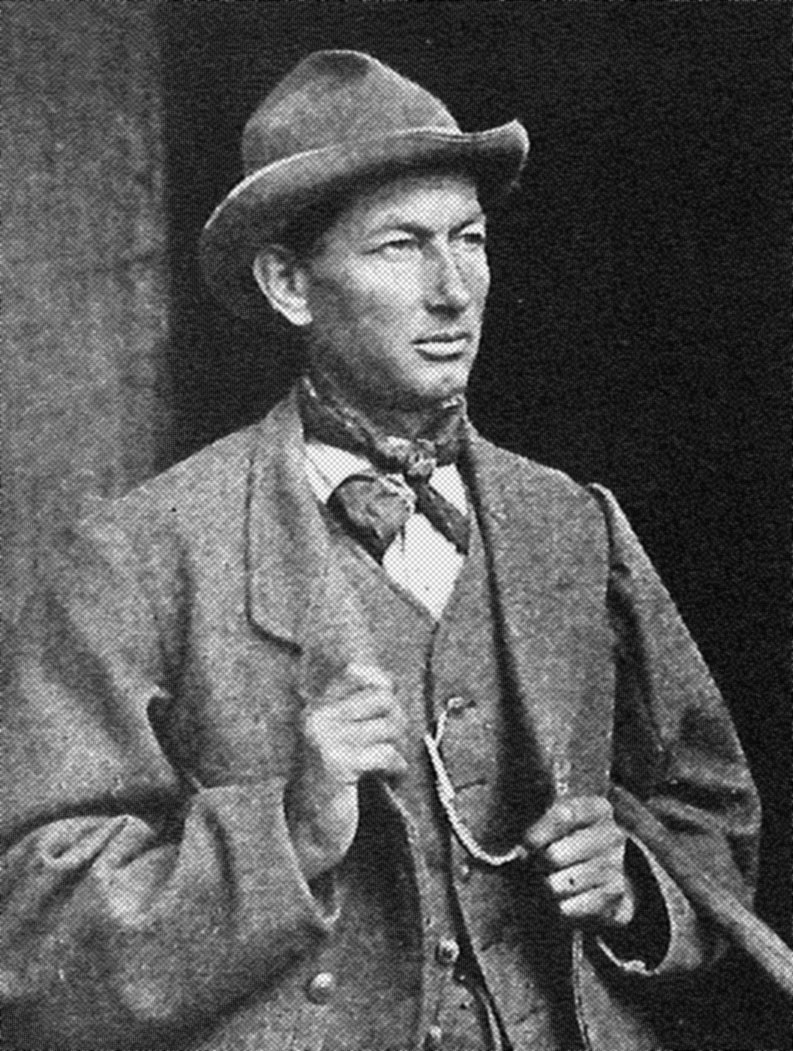
Émile Rey

Émile Rey (* 21. August 1846 in La Saxe (heute Courmayeur) im Aostatal im Herzogtum Savoyen, damals Königreich Sardinien; † 24. August 1895 am Dent du Géant in Frankreich) war ein Bergführer aus dem italienischen Aostatal.
Rey galt in seiner Zeit als „Prinz der Bergführer“ in der Umgebung von Courmayeur. Er war Ende des 19. Jahrhunderts einer der anerkanntesten und am meisten respektierten Bergführer seiner Region, weil er Erstbesteigungen in den höchsten und schwierigsten Bergen im Mont-Blanc-Massiv der Alpen erfolgreich bewältigte. Er gilt als einer der ganz Großen unter den Bergführern seiner Zeit („one of the greatest guides of his generation.“)

## Biografie
Émile Rey kam in La Saxe, einer Fraktion des Dorfes Courmayeur, zur Welt, woher auch seine Familie stammte. Sein gelernter Beruf war Schreiner. Er wirkte am Bau verschiedener Berghütten mit. Zu diesen Hütten zählte diejenige beim Grand Paradis, Col du Géant, Aiguilles Grises und Grandes Jorasses.
Reys Karriere als Bergführer begann erst, als das Goldene Zeitalter des Alpinismus schon vorbei war. Anders als seine Zeitgenossen erwarb und entwickelte er seine Kompetenzen und Fertigkeiten nicht etwa dadurch, dass er bei einem älteren, erfahrenen Bergführer in die Lehre gegangen wäre und einem solchen zugedient hätte. In seinem Buch „Pioneers of the Alps“ (1888) hält der britische Bergsteiger C. D. Cunningham fest,

„dass sein ausgezeichneter Ruf als einer der allerbesten Felskletterer der Alpen (first rock-climbers in the Alps), und seine herausragende Stellung im Vergleich mit andern Bergführern darauf zurückzuführen waren, dass er sich alles selbst beigebracht hatte, seine Kompetenzen auf seine Talente abgestimmt waren, ihm sein Beruf als Bergführer alles bedeutete (the great enthusiasm he has for his profession), sowie die Energie und die Ernsthaftigkeit, die er stets dafür an den Tag gelegt hatte.“

Rey musste 30 Jahre alt werden, bis er endlich ein Angebot für ein längerfristiges Engagement als Bergführer bekam, und zwar von Lord Wentworth. Dieser verpflichtete ihn für den größten Teil der Bergsteigersaison 1876 sowie für die beiden nachfolgenden Jahre (climbing season). 1877 gelang ihm, zusammen mit Lord Wentworth und Jean-Baptiste Bich, die Erstbesteigung der Aiguille Noire de Peuterey. Zusammen bewältigten sie weitere respektable Erstbesteigungen, u. a. des Les Jumeaux in Valtournanche. Allerdings verdankte er seinen Ruf als einer der talentiertesten und waghalsigsten Profikletterer überhaupt in der Alpenregion zwei anderen Klienten, nämlich J. Baumann und John Oakley Maund. Nicht jeder ihrer Versuche, neue und anspruchsvolle Routen zu erschließen, war erfolgreich. So scheiterten sie etwa beim Versuch, von Plan des Aiguilles zur Aiguille du Plan zu gelangen.
Nicht von Erfolg gekrönt war auch das äußerst kühne, frühe Vorhaben von J. Baumann, E. Rey und den zwei weiteren beigezogenen Bergführern Johann Juan und J. Maurer, 1881 über den Mittellegigrat auf den Eiger zu klettern. Rey scheiterte am Steilaufschwung nach dem Großen Turm. Erst 1925, also erst viel später, wurde diese Route schließlich bezwungen. J. Baumann hielt später, bezogen auf die gescheiterten Bemühungen seines Bergführers, Folgendes fest:

“Rey alone and unroped succeeded in turning a very difficult overhanging rock, and proceeded along the arete to a point which has never before been reached.”

„Rey gelang es schließlich, allein und unangeseilt, einen sehr schwierigen überhängenden Felsen zu erklettern und kam so an einen Punkt, der noch nie erreicht worden war.“

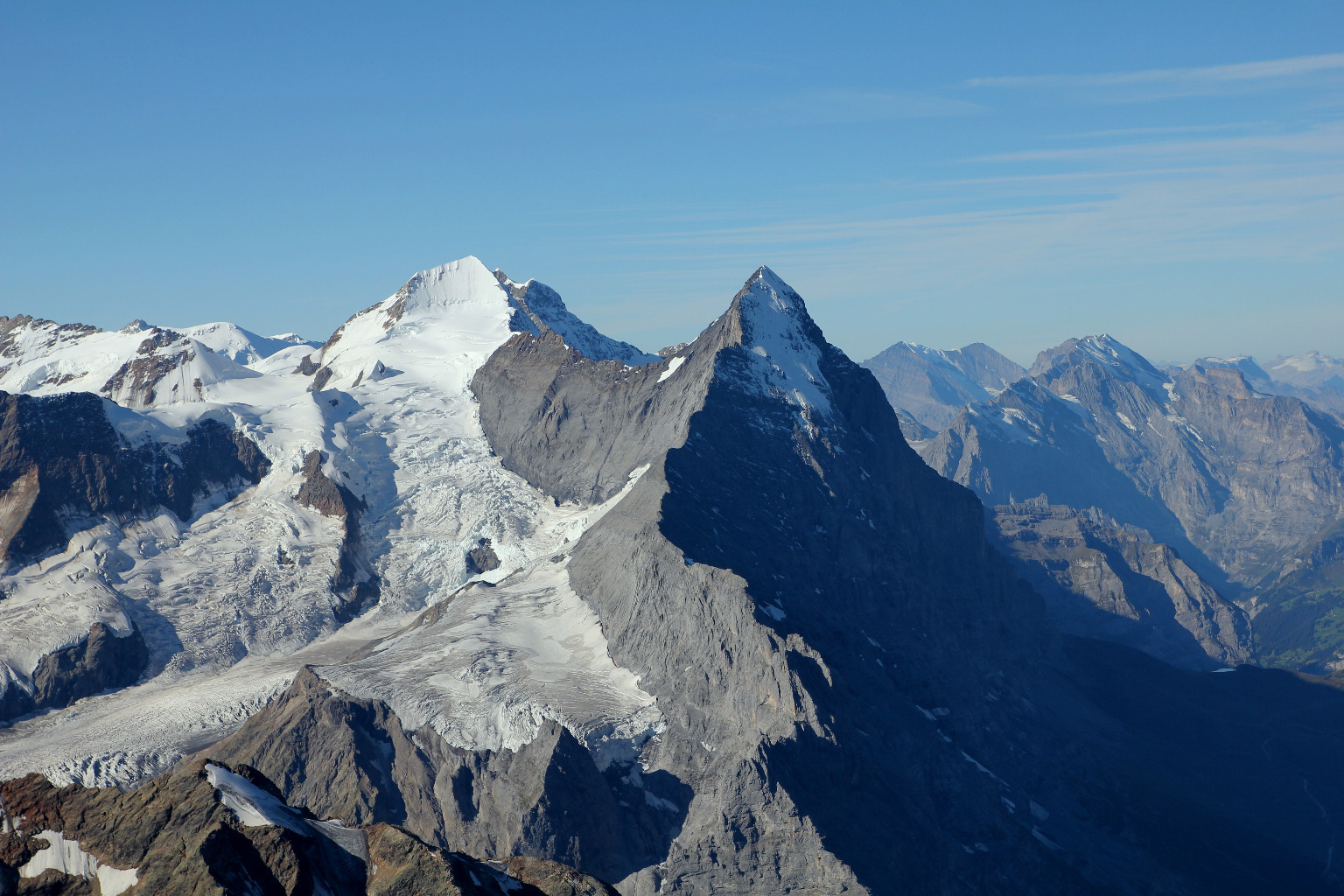
Blick auf den Mittellegigrat des Eigers

Reys erster herausragender Erfolg als Bergsteiger und Bergführer stellt die Erstbesteigung der Aiguille Noire de Peuterey dar. Später wurde der Mont Blanc ein wichtiger Ausgangsort für seine Expeditionen und seine Dienste wurden regelmäßig von wohlhabenden Klienten von überall aus Europa in Anspruch genommen. Zu ihnen zählten auch Elizabeth Alice Hawkins-Whitshed, Paul Güßfeldt, Anton von Rydzewski und Luigi Amedeo di Savoia-Aosta.
1882 leitete Rey ein Team, das sich vorgenommen hatte, die Leichen des Bergsteigers Francis Maitland Balfour und dessen Bergführers Johann Petrus zu bergen. Die beiden Männer hatten als erste die Aiguille Blanche de Peuterey bezwungen. Balfour hatte Rey ursprünglich gebeten, sich ihnen anzuschließen. Doch Rey lehnte ab; dies aufgrund der heiklen Schneeverhältnisse. Tatsächlich war Rey drei Jahre später bei der erfolgreichen Erstbesteigung auf den Gipfel auch mit dabei.
Der Soldat und Bergsteiger John Percy Farrar, späterer Präsident des Alpine Club, kommentierte später im Alpine Journal die Serie der kühnen Erstbesteigungen und das Erproben neuer Routen, die damals im Gebiet der Aiguille Blanche de Peuterey auffällig war, wie folgt:

“The evolution of these expeditions, among the greatest ever carried out in the Alps, is exceedingly interesting, nor will the names of the greatest guides who rendered their employers such brilliant service be readily forgotten, least of all that of the Italian, Émile Rey, who played such a leading role in the expeditions of 1880, 1885 and 1893”

„Die Durchführung solcher Expeditionen, die zu den größten gehören, die je in den Alpen stattfanden, ist höchst spannend. Auch dürften die Namen der Führer dieser Bergtouren, die ihren Dienstherren so hingebungsvoll und so brillant zur Seite standen, nicht so schnell vergessen gehen. An erster Stelle sei hier an den Italiener Émile Rey erinnert, der eine führende Persönlichkeit in dieser Hinsicht war, gerade auch, was die Expeditionen von 1880, 1885 und 1893 angeht.“

Rey war mit Faustina Vercelin verheiratet. Aus der Ehe gingen zwei Söhne hervor, Adolphe und Henri, auf die Rey sehr stolz war. Der ältere der beiden, Adolphe Rey (1878–1969), trat später in die Fußstapfen seines Vaters und wurde ebenfalls Bergführer.

## Erstbesteigungen
Rey gelang die Erstbesteigung von über einem Dutzend Berggipfeln. Dazu zählen:
- 1877: Erste Querung der Aiguille des Grands Charmoz
- 1877: Erstbesteigung der Aiguille Noire de Peuterey, in Begleitung von Lord Wentworth (dem Enkel von Lord Byron) und von Jean-Baptiste Bich (am 5. August 1877).[17][18]
- 1879: Erstbesteigung der Aiguille de Talèfre (3730 m ü. M.), zusammen mit Johan Baumann, F. J. Cullinan, G. Fitzgerald, Joseph Moser und Laurent Lanier (am 25. August 1879).[19]
- 1880: Erstbesteigung des Col de Peuterey zusammen mit Georg Gruber und Pierre Revel, in Freney (13. August 1880).[20]
- 1882: Erstbesteigung der Calotte de Rochefort, dem höchsten Gipfel der Les Périades, zusammen mit C. D. Cunningham.[7]
- 1883: Erstbesteigung des tieferen Gipfels der Aiguille du Midi, wieder in Begleitung von C. D. Cunningham.[7]
- 1885: Erstbesteigung der Aiguille Blanche de Peuterey, zusammen mit Henry Seymour King und den weiteren Bergführern Ambros Supersaxo und Aloys Anthamatten (am 31. Juli 1885).[21]
- 1887: Erste erfolgreiche Querung von der Grand Dru zum Petit Dru, zusammen mit Henri Dunod François Simond (am 31. August 1887).[22]
- 1888: Erstbesteigung des Mont Blanc im Winter von der italienischen Seite aus, zusammen mit Alessandro, Corradino, Erminio und Vittorio Sella, Joseph Jean Baptiste, Daniele Maquignaz, Giuseppe Maquignaz, unterstützt von zwei Trägern. Von den Aiguilles Grises erreichten sie mittels Stufenschlagens im Eis den Bosses-Grat und über diesen den Gipfel. Darauf stiegen sie am 5. Januar wieder herunter, und zwar über Grands Mulets. Diese Expedition wurde später als „ein sehr beachtliches und gewagtes Unternehmen“ gewürdigt.[23]
- 1888: Neue Route zum Mont Blanc über den Ostgrat der Aiguille de Bionnassay zusammen mit Katharine Richardson und Jean-Baptiste Bich (am 13. August).[24]
- 1889: Erste Querung vom Petit Dru zur Aiguille du Dru, in Begleitung von Katharine Richardson und Jean-Baptiste Bich (am 30. August und unter Inanspruchnahme zweier Bergführer, die auf dem Grand Dru positioniert waren).[22]
- 1890: Besteigung des Castor (4223 m) mit Abstieg über den Nordhang, zusammen mit Katharine Richardson und Jean-Baptiste Bich.[25]
- 1893: Erste Besteigung des Mont-Blanc über den Peutereygrat, also über die Aiguille Blanche. Dies während einer viertägigen Klettertour vom 14. bis 17. August 1893, zusammen mit Paul Güßfeldt, Christian Klucker und César Ollier.[11]
- 1895: Erstbesteigung des Mont Maudit vom zuvor bestiegenen Mont Blanc aus über die Nordwestflanke zum Col du Mont Maudit (4354 m) und dann zum Gipfel. Erster gemeinsamer Abstieg von dort zusammen mit George Morse. Anlässlich dieser Mont-Blanc-Expedition feierten die beiden am 21. August Reys Geburtstag. Nur drei Tage später starb Rey.[26][27]

Zu weiteren bedeutenden Bergexpeditionen Reys zählen:
- 1879: Zweite Bergbesteigung der Grand Dru.[28]
- die dritte, vierte und fünfte Besteigung des höheren der beiden Gipfels der Dru-Zwillingsberge (i.e. des „Grand Dru“), dies während einer viertägigen Bergexpedition. Bei einer dieser Expeditionen wirkte auch W. E. Davidson mit. Man kletterte dabei, und zwar, ohne am Vorabend in einer Hütte übernachtet zu haben, direkt vom Mer de Glace, damals Glacier Montanvert genannt, herüber. Man musste zudem ohne überhaupt durch fix befestigte Seile oder Leitern gesichert zu sein, einen Weg durchs Gelände finden. Dieses Kunststück beeindruckte die ersten Besteiger dieser Route zutiefst, wie Augenzeugen offen bekannten.[7]
- Begehung des Gran Paradiso vom Tribulation-Gletscher aus.
- Besteigung des Dent d’Hérens über den Gipfel (Cresta) Tiefenmatten.
- 1887, 22. September: Längsüberschreitung vom südwestlichen Porta Roseg zum nordöstlichen Piz Bernina zusammen mit Güßfeldt und J. B. Aymonod.
- 1892: Erste Begehung der sog. 'Variante Güssfeldt', was bedeutet: vierte Begehung auf dieser Route zum Mont Blanc, dies zusammen mit Paul Güßfeldt, Laurent Croux und Michel Savoye (am 16. August 1892). Während dieses Aufstiegs fiel Güßfeldts Eispickel in den gefährlichen Couloir, der heute seinen Namen trägt.[29]

## Auslandsaufenthalte
Im Winter 1884 reiste Rey nach Großbritannien, wo er mehrere Wochen mit dem englischen Bergsteiger C. D. Cunningham in England verbrachte. Seine Reise endete mit einem Besuch des Mme Tussaud’s Museum, der mit einem intellektuellen Gespräch mit dem Herausgeber des Nineteenth Century Magazins ausklang. Darauf unternahm Rey eine Visite Schottlands. In Schottland bestiegen Rey, Cunningham und, als einziger Einheimischer, John Cameron, in der Wintersaison am 11. Februar und nach einer Schlechtwetterperiode den Gipfel des Ben Nevis. Die Gipfelbesteigung verbanden sie mit einem Besuch des dort vor wenigen Monaten zuvor neu eröffneten Observatoriums und genossen dort einen heißen Kaffee und einen frisch getoasteten Schiffszwieback zusammen mit den Beschäftigten des Observatoriums und den dort anwesenden beiden Assistenten. Cunningham berichtete später, dass Rey die gemeinsame Besteigung des Ben Nevis sehr oft erwähnte, mehr als etliche andere seiner anspruchsvollen Klettertouren in den Alpen.
In Schottland unternahm Rey auch einen Ausflug nach Edinburgh. Dort bestieg er auch den Arthur’s Seats und schloss sich damit einer lokalen Tradition an.
Rey verbrachte auch einen Winter in Meiringen, um sich gute Deutschkenntnisse anzueignen und sich so, als bestens qualifizierter Bergführer, noch effektiver gegenüber anderen führenden Schweizer Bergführern, wie etwa Andreas Maurer, den er selber sehr bewunderte, behaupten zu können. Es war ihm sehr wohl bewusst, dass er, Rey, immer wieder mit solchen Bergführern zu tun haben würde, und dass dabei seine Sprachkenntnisse bei der Zusammenarbeit mit dem Oberländer Bergführer hilfreich bzw. entscheidend sein dürften.

## Verschiedenes
Rey war bekannt dafür, stets in bester körperlicher Verfassung zu sein. Weder rauchte er, noch ließ er sich je zu unüberlegten Handlungen hinreißen. Er hatte sich unter Kontrolle. Sein höflicher, respektvoller Umgang mit allen, die mit ihm zu tun hatten, war weit über den Verkehr unter Bergsteigern und Bergsteigerinnen bekannt und wurde überall stets geachtet und geschätzt. Im Herbst 1886 bestieg Rey auf einer Klettertour das Schreckhorn im Berner Oberland; nur knapp entkam er dabei einer Lawine. Er entkam auch einer herunterfallenden Eisplatte, die einer vom Bergführer Meyer geleiteten Seilschaft, die nur zehn Minuten nach ihm unterwegs war, zum Verhängnis wurde (Bei dieser Expedition kam einer der Teilnehmenden, ein Herr Munz ums Leben, nachdem er und sein Führer schwer verletzt worden waren). Rey beschloss deshalb, den Abtransport von Munz’ Leiche nach Grindelwald an die Hand zu nehmen. Einer der Klettergefährten von Rey, C. D. Cunningham, hielt später dazu fest, dass er zutiefst davon beeindruckt gewesen sei von Reys „Charakterstärke, über die er verfügte und von der effektiven Art, wie Rey Organisatorisches anpackte.“ Er kam zum Schluss, dass Rey, wo immer er sich einbrachte, sogleich und ohne Widerstand von seinen Mitbergsteigern als charismatische Führerpersönlichkeit anerkannt wurde und man sich seinen Entscheiden unterordnete. Er galt als „lebendiger, inspirierender Geist jeder Seilschaft“ (“the moving spirit of the whole party”.)
Anderseits wurde Rey auch stets als jemand wahrgenommen, der nie die eigenen Fähigkeiten als Bergführer unterschätzte. Auch versuchte er nie, seinen Stolz über seinen ausgezeichneten Ruf zu verbergen. In seinem Werk Pioneers of the Alps (1888) hielt Cunningham, mit dem er zahlreiche Touren über viele Jahre im Gebirge unternommen hatte, Folgendes fest: „Er unterschied stets sehr deutlich zwischen qualifizierten Bergführern und weniger gut qualifizierten. Eines Morgens in Montantvert sahen wir wieder einmal die Ankunft einer Schar dieser ‚Polyglotten‘, wie ein Einheimischer diese Ansammlung von Leuten aus aller Herren Länder sie einmal getauft hatte, die sich zeitweise täglich mit einem mühseligen Aufstieg von Chamonix aus hinaufquälte. Unter ihnen ein Engländer, der sich erst damit gebrüstet hatte, ohne jede Hilfe rüberzukommen, er brauche nur einen Bergführer, damit dieser ihm bei den Vorbereitungen zur Seite stehe. Bei Rey angelangt, deutete er zuerst auf das Mer de Glace, dann zum Chapeau und erkundigte sich bei Rey auf Französisch nach dem Preis: ‚Wieviel?‘ ‚Voilà, Monsieur,‘ antwortete dieser und nahm seinen Hut ab, wobei er mit der linken Hand auf eine Reihe eher mittelmäßiger Mitglieder des ehrwürdigen Bergführervereins zeigte und festhielt: ‚Das hier sind Bergführer für das Mer de Glace; ich hingegen bin der Führer durchs Hochgebirge.‘“
Cunningham hielt fest, dass Rey stets bestrebt war, die Befriedigung der Grundbedürfnisse seiner Klienten voranzustellen; sei es dabei darum gegangen, für deren Wohlbehagen in der Berghütte nach einem langen, anstrengenden Tag zu sorgen, oder für ihre Sicherheit beim Klettern auf dem nackten Fels auf dem Weg zur Bergspitze. Obwohl er sehr viel Verständnis für den Wunsch seiner Klienten mitbrachte, dabei erfolgreich zu sein, zögerte er je nach Fall aber auch nicht, die Gelbe Karte zu ziehen: Nämlich dann, wenn es darum ging, statt der Tollkühnheit der Vernunft bzw. dem Mut den Vorrang zu geben (he was always prepared to draw the line „when foolhardiness was about to take the place of courage“).
Als Rey auf seine eigenen Prioritäten beim Besteigen von höchsten Berggipfeln zu sprechen kam, hielt er Folgendes fest: „Es waren nie die Verdienste im Sinne pekuniärer Verdienste, die mich in erster Linie angezogen haben. Vielmehr war es die riesige Leidenschaft für die Berge als solche, die mich unermüdlich antrieb. Die Bezahlung als solche stufte ich immer als sekundär bei meiner Tätigkeit als Bergführer ein.“

## Überleben – allen Widerwärtigkeiten zum Trotz

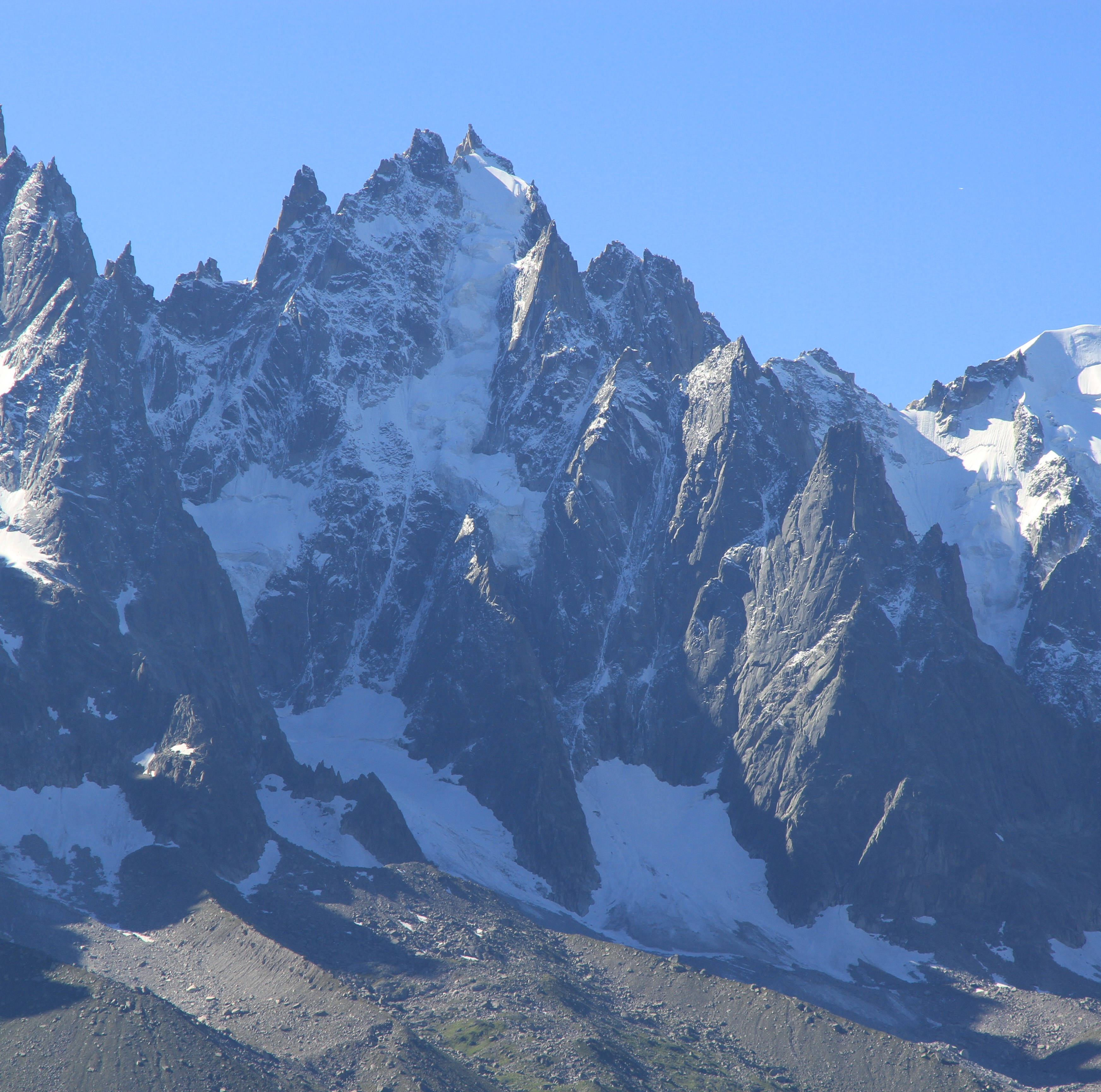
Aiguille du Plan mit dem Glacier du Plan und die Nachbargipfel, vom La Flégère aufgenommen (Juli 2010)

Elizabeth Alice Le Blond erwähnt in ihrem Buch True Tales of Mountain Adventure: For Non-Climbers Young and Old (1903) Émile Rey, zusammen mit seinem Kollegen Andreas Maurer (1842–1882), als bekannten Bergführer. Den beiden sei es gelungen, während einer äußerst riskanten Klettertour einen englischen Touristen auf dessen Wunsch hin auf den Gipfel des Aiguille du Plan bei Chamonix-Mont-Blanc zu führen, und sicher wieder herunter, allen Widerwärtigkeiten zum Trotz.

## Todesumstände und Rezeption seiner Leistungen

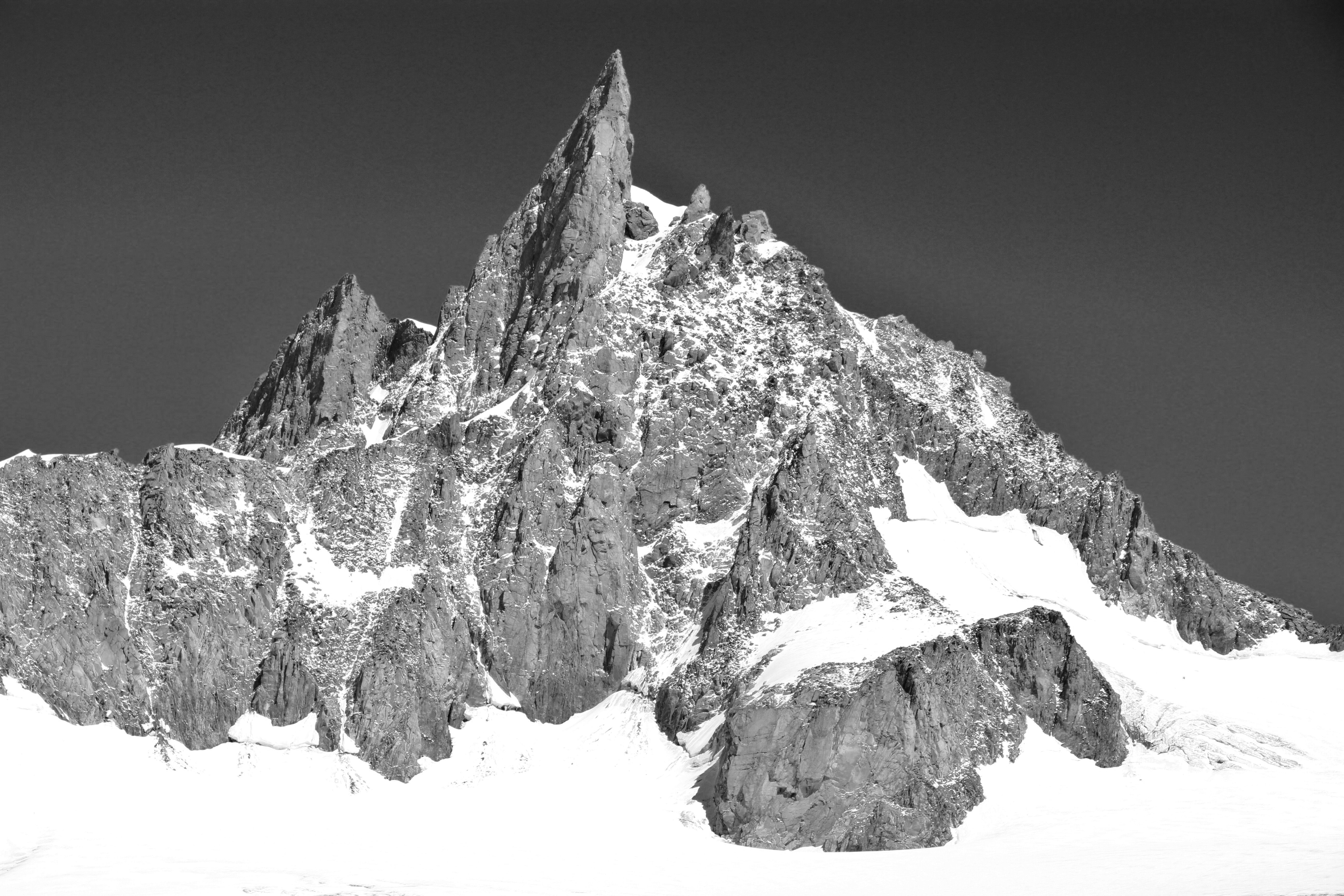
Gipfel des Dent du Géant

Rey kam beim Abstieg von einem an sich relativ einfachen Felsen am Fuß des Dent du Géant am 24. August 1895 ums Leben. Er war damals zusammen mit einem seiner Klienten, A. Carson Roberts, unterwegs, beide waren nicht angeseilt. Roberts äußerte später in seinen Schilderungen dazu die Vermutung, dass als Sturzursache maßgeblich eine malaise (eine Vorerkrankung) eine Rolle mitgespielt haben dürfte, die zu einem Schwächeanfall ("physical seizure") in einem fatalen Moment geführt haben könnte. Für diese These führte er an, dass ihm zuvor aufgefallen sei, dass Rey nicht über seine wie sonst übliche Topform und Ausgeglichenheit verfügt habe. Andere Zeitzeugen brachten später den Verdacht auf, dass Reys Nagelschuhe, „bedingt durch Überbeanspruchung und fehlerhaft neu angebrachte Beschläge“ (“hobnailing of his boots”), der bevorstehenden Bergtour nicht gewachsen waren.
Als Luigi Amedeo di Savoia-Aosta von Reys Tod hörte, sei er über diese Nachricht niedergeschmettert gewesen.
Rey wurde in Courmayeur beigesetzt. Der ausgewählte Grabstein glich der Form nach dem Dent du Géant, geschmückt mit einem Eispickel und einem aufgerollten Seil, das über die eine Ecke befestigt worden war. Die Beschriftung des Grabsteins lautet wie folgt:

“IN MEMORIA DI EMILIO REY
 GUIDA ITALIANA VALENTISSIMA
 AMATO DEI SUOI ALPINISTI
 IN LUNGA SERIA D’IMPRESE
 MAESTRO LORO
 DI ARDIMENTI DI PRUDENZA
 FATALMENTE CADUTO AL DENTE DEL GIGANTE
 IL 24 AGOSTO 1895”

„Zum Gedenken an Émilio Rey, dem tapfersten aller italienischen Bergführer, geliebt von allen seinen Alpinisten. Ein Vorbild dank seiner Begeisterung für die Berge, ebenso wie wegen der Umsicht, mit der er so viele Unternehmungen erfolgreich meisterte. Am 24. August 1895 ums Leben gekommen nach einem tödlichen Sturz vom Dente del Gigante (franz.: Dent du Géant)“

Unter den Trauerkränzen und andern Würdigungen, die anlässlich seiner Beisetzung deponiert worden waren, befanden sich auch zahlreiche von bekannten Bergsteigern und Bergsteigerinnen, die mit Rey auf Klettertouren unterwegs gewesen waren. Zu diesen zählten auch etwa Katharine Richardson, Paul Güßfeldt und C. D. Cunningham. In einem kurzen Nachruf, abgedruckt im Alpine Journal, wird Rey von Güßfeldt „als großer Bergführer von Courmayeur gewürdigt, dessen Hinschied von allen Seiten als unermesslicher Verlust wahrgenommen wurde“ (“the great guide of Courmayeur [whose death] is generally felt as an irreparable loss”).
Noch vierzig Jahre nach seinem Ableben erinnerte der Bergsteiger Frank Smythe daran, dass Rey der allergrößte Bergführer seiner Generation ("the greatest guide of his generation") gewesen sei.

## Ehrungen

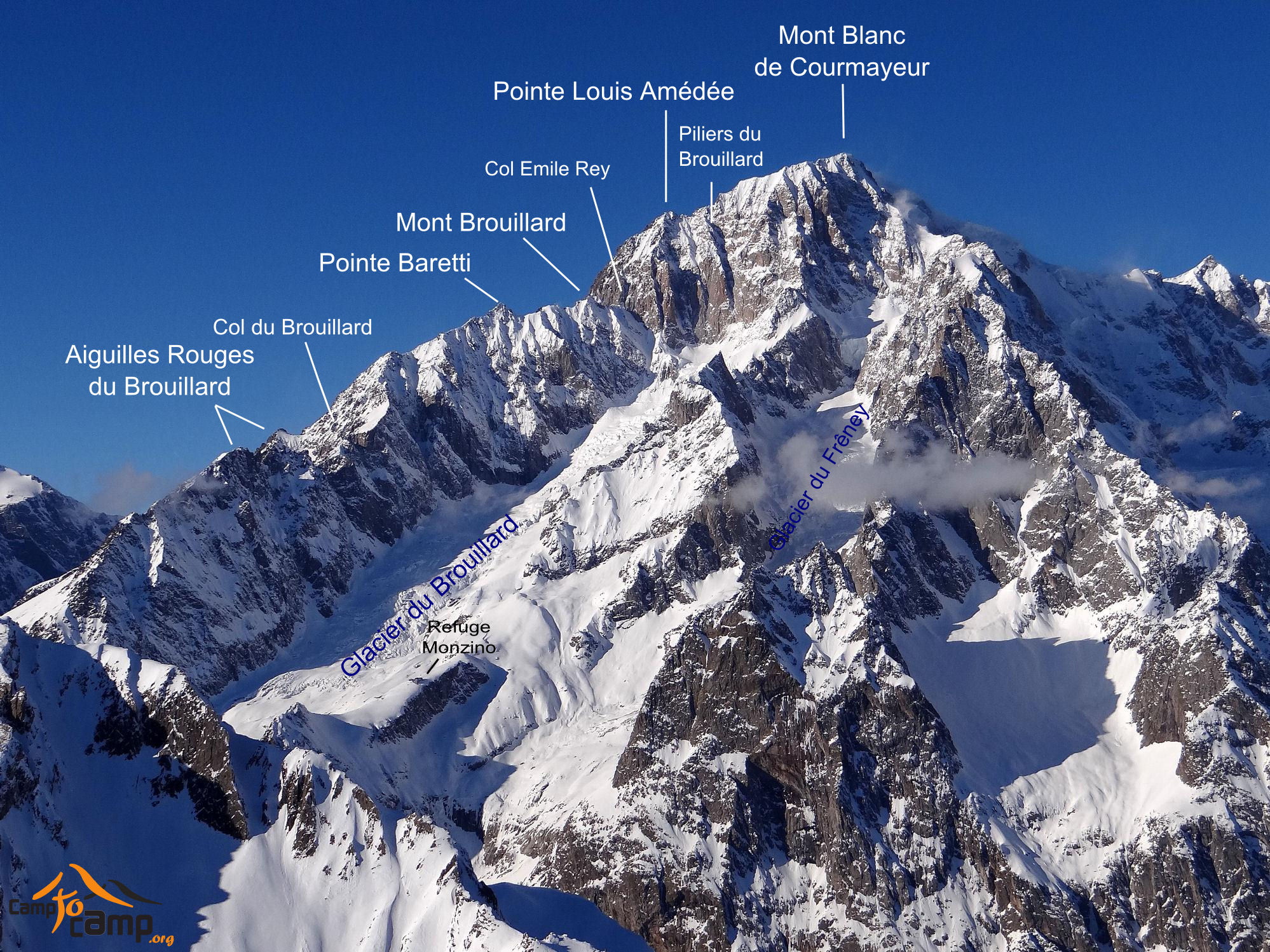
Brouillardgrat, unter anderem mit dem Col Émile Rey

Die Einschartung des Col Émile Rey (4030 m) im Brouillardgrat, auf der italienischen Seite des Mont Blanc gelegen, wurde nach Émile Rey benannt. Die erste Begehung des Col Émile Rey führten 1899 G.B. und G.F. Gugliermina in Begleitung von N. Shiavi auf den Tag vier Jahre nach dem tödlichen Absturz von Rey aus.
Ein Denkmal zum Gedenken an Rey, das ihn umrahmt von einem aufgerollten Seil und einem Eispickel zeigte, war bis mindestens 1957 auf der Piazza Abbé Henry im Courmayeur zu sehen. Dieses Denkmal wurde später durch eine Skulptur ersetzt, die Rey in einer ähnlichen Pose wie auf dem Foto von 1957 zeigt, allerdings mit seinem typischen Bergführerhut. Sie trägt die Inschrift Emile Rey, 1846–1895, Prinz der Bergführer (= Prince Des Guides) und steht zwischen den Statuen von zwei andern Bergführern von Courmayeur, Giuseppe Petigax (1860–1926) und Mario Puchoz (1918–1954).

## Künstlerische Rezeption
- Giosuè Carducci: Rime e ritmi. Nicola Zanichelli Editore, Bologna 1889 (italienisch).